# طقسوس برقوقي فورتيوني
طقسوس برقوقي فورتيوني (الاسم العلمي:Cephalotaxus fortunei) هو نوع من النباتات يتبع جنس الطقسوس البرقوقي من الفصيلة الطقسوسية. سمي هذا النوع نسبةً إلى عالم النبات اسكتلندي روبرت فورتون. تم وصف هذا النوع من النبات علمياً لأول مرة من قبل ويليام هوكر سنة 1850.